# Sora Ltd.
Sora Ltd. er en japansk videospilsudvikler grundlagt af den tidligere HAL Laboratory-medarbejder Masahiro Sakurai. Det blev grundlagt i 2005, året efter Sakurais opsigelse fra sin stilling hos HAL Laboratory.
Sora Ltd. har for nylig færdiggjort deres første videospil, Super Smash Bros. Brawl.